# Marianna Adasiak
Marianna Adasiak (ur. 1908) – krawcowa, polska „Sprawiedliwa wśród Narodów Świata”. 

## Życiorys
Podczas II wojny światowej mieszkała w Ursusie, dzisiejszej dzielnicy Warszawy, przy ul. Wrzosowej 24. Owdowiała w 1939 r. kobieta starała się wiązać koniec z końcem wraz z dwójką dzieci: Ireną i Leszkiem. W 1942 r. udzieliła schronienia żydowskiemu małżeństwu wraz z kilkuletnią córką - Esterze, Zygmuntowi i Basi Szaniawskim (w trakcie wojny, aby zmylić Niemców, jako Szczepańscy). Dzieci Marianny pomagały jej w zapewnieniu ukrywanym najpilniejszych artykułów potrzebnych do przetrwania. Gdy pojawiła się groźba wykrycia, Marianna znalazła swoim podopiecznym nowe miejsce ukrycia. Początkowo schronili się u pani Tomalowej-Zrębskiej, następnie u Kakietów, a wyzwolenie zastało ich w kolejnej kryjówce na terenie Michałowic k. Grójca. W późniejszych relacjach rodzina tak wypowiadała się o pomocy udzielonej im przez Mariannę Adasiak: „Marianna Adasiak zabrała nas do swojego domu, dzieliła się z nami wszystkim, co sama posiadała, a ukrywając nas, wystawiała siebie i swoje dzieci na niebezpieczeństwo śmierci. Jej dzieci wiedząc, że jesteśmy Żydami, pomagały dochować tej tajemnicy”.
4 czerwca 1989 r. Instytut Jad Waszem uhonorował Mariannę Adasiak wraz z córką Ireną medalem „Sprawiedliwy wśród Narodów Świata”.